# Burmannia luteoalba
Burmannia luteoalba là một loài thực vật có hoa trong họ Burmanniaceae. Loài này được Gagnep. mô tả khoa học đầu tiên năm 1907.